# Gantoftadösen

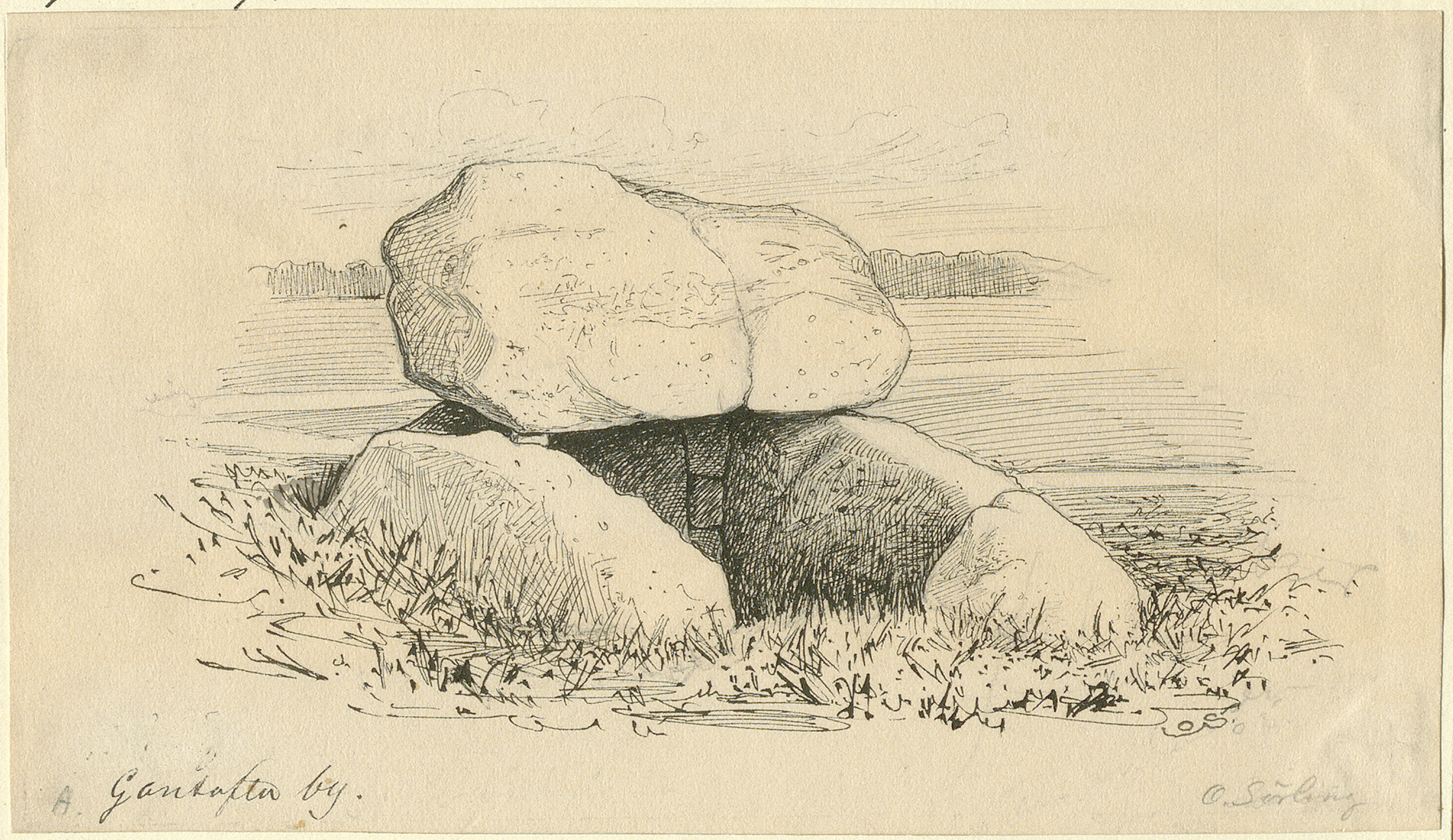
Zecinung von Olof Sörling

Gantoftadösen (auch Jättestugan – deutsch „Riesenhaus“ genannt) ist ein etwas zerstörter Dolmen in Kvistofta, in Helsingborg in Schonen in Schweden.
Der mit der RAÄ-Nr. Kvistofta 14:1 registrierte Dolmen (schwedisch Döse) wurde zwischen 3500 und 2800 v. Chr. von den Trägern der Trichterbecherkultur (TBK; schwedisch Trattbägarkulturen) errichtet.
Die rechteckige Kammer war etwa 2,8 m lang und 1,4 m breit. Drei große Tragsteine stützen einen Deckstein von 2,5 × 2,5 m und 1,0 m Dicke, der etwa in der Mitte gespalten ist. Auf dem Deckstein (schwedisch takhällen) befinden sich neun Schälchen, die bei weitem häufigste Form der nordischen Petroglyphen.
In der Nähe liegt der Fastmårupsdösen.